# San Martino di Castrozza

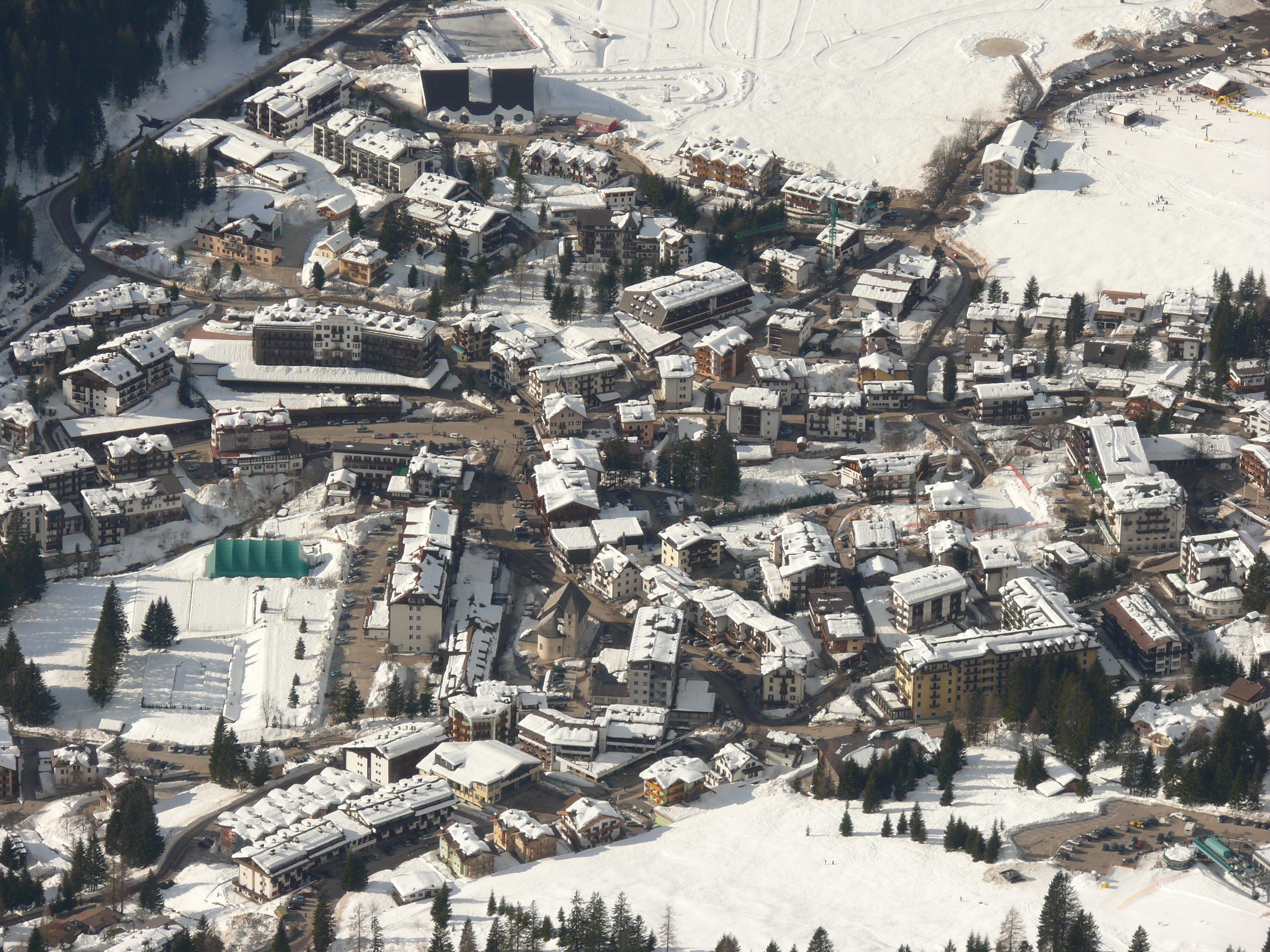
Miasto z lotu ptaka

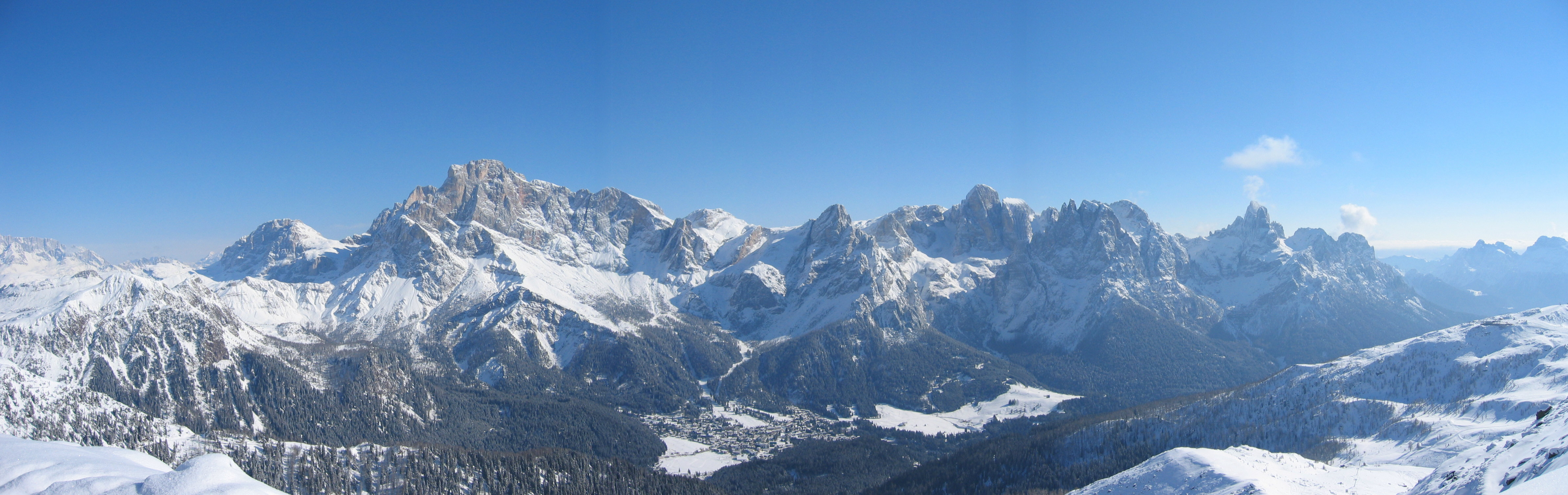
Widok na San Martino di Castrozza (miasto znajduje się w dolinie)

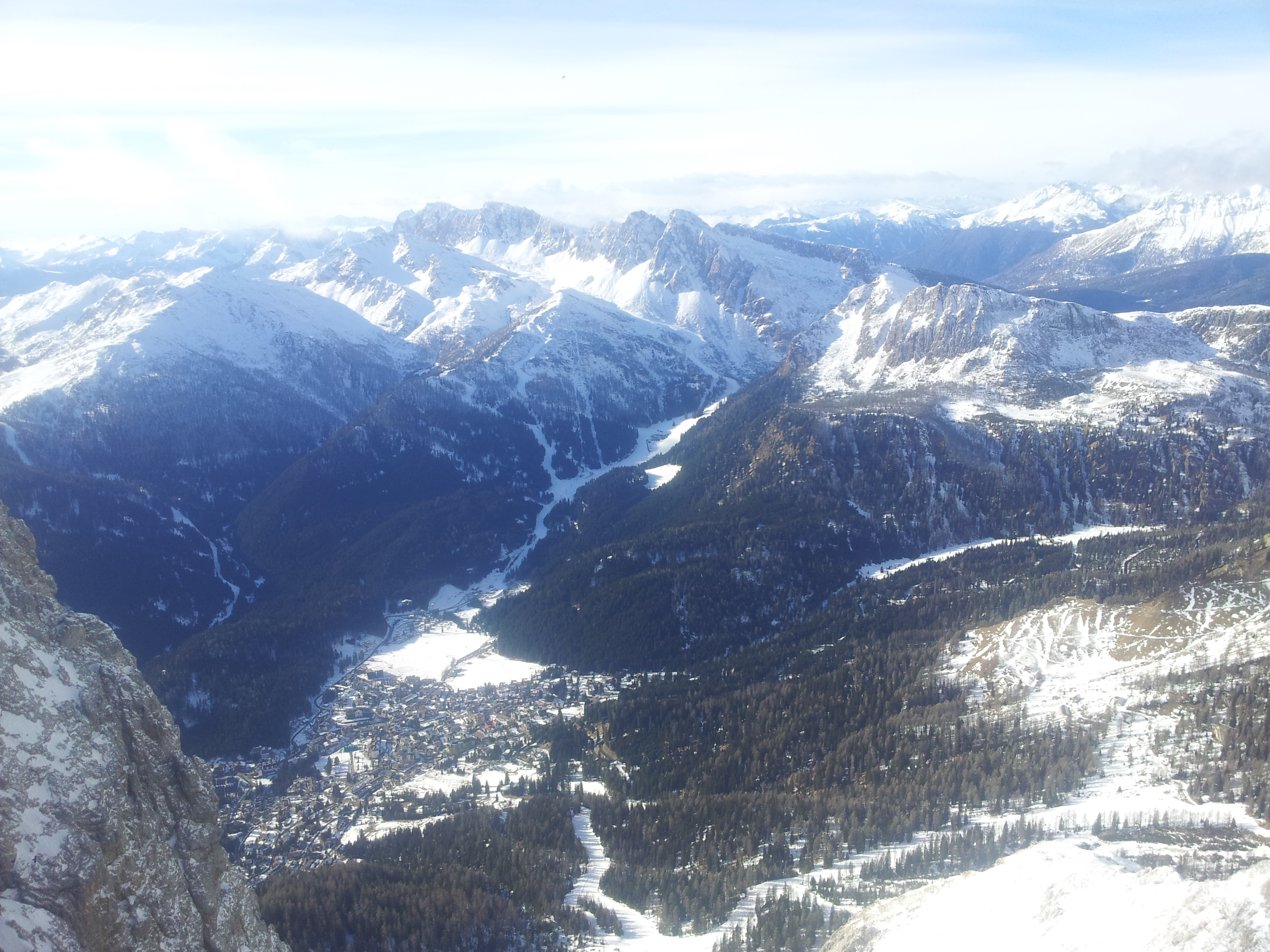
San Martino di Castrozza ze wzgórza Funivia (2700 m n.p.m.)

San Martino di Castrozza (niem. Sankt Martin am Sismunthbach) – ośrodek turystyczny (zimowy i letni) położony na wysokości 1487 m nad poziomem morza, w górskiej dolinie Primiero, na wschodzie Trydentu. Zachodnia część, która ma 428 mieszkańców, należy do gminy Siror, podczas gdy wschodnia z 135 mieszkańcami należy do gminy Tonadico.